# Lagossa
Lagossa oder Lagosa ist eine Kleinstadt in der Region Kigoma in Tansania. Die Stadt liegt am Tanganjikasee und ist am einfachsten durch eine Schiffverbindung von Kigoma, Kibwesa und einigen anderen kleinen Städten am See zu erreichen. Eine Fahrt auf der Straße nach Kigoma dauert rund 13 Stunden, eine Eisenbahnlinie ist nicht vorhanden.
Lagossa ist der Ausgangspunkt zum Besuch des Gombe-Stream-Nationalparks.